# Antisana
De Antisana is een vulkaan in Ecuador. De stratovulkaan is 5.752 m hoog, waarmee het de op drie na hoogste vulkaan van het land is.
De vulkaan is gelegen op de grens van de provincies Napo en Pichincha, 50 kilometer ten zuiden van de hoofdstad Quito. De gletsjer van de vulkaan is een belangrijke bron van drinkwater voor de hoofdstad.
De laatste uitbarsting van de Antisana was in 1802.